# كبلر-24b
كليبر 24 بي (بالإنجليزية: Kepler-24b)‏ الذي يرمز له بالرمز KOI-1102.02، هو كوكب خارج المجموعة الشمسية، في كوكبة القيثارة، يتبع Kepler-24 ‏.

## الاكتشاف
اكتشف في 31 ديسمبر 2011.